# Hermann Uhde
Hermann Uhde (20 de julio de 1914,  Bremen - 10 de octubre de 1965, durante una representación en Copenhague). Fue uno de los más importantes bajo-barítono alemanes del siglo XX.
Hijo de una estadounidense, estudió en Bremen debutando en su ciudad como Titurel en Parsifal en 1936. Integró los elencos de las óperas de Freiburg im Breisgau (1938 - 1940), Ópera Estatal de Baviera (1940-42) y en La Haya (1942-44). Fue finalmente reclutado por la Wehrmacht siendo apresado por las Fuerzas aliadas en Francia bajo custodia americana hasta 1946.
En 1947 regresó al escenario en Hamburgo, Viena y Múnich con gran éxito como Mandryka, Gunther y Telramund. En 1951 fue invitado por Wieland Wagner al nuevo Festival de Bayreuth convirtiéndose en uno de los baluartes de la revolución escénica encarada por el nieto del compositor. Entre 1951 y 1960 fue admirado como Holländer, Klingsor, Gunther, Donner, Wotan en Rheingold, Telramund y Melot. Su asociación con la soprano Astrid Varnay fue notable en los roles de Holandés-Senta y Ortrud-Telramund.
En el Festival de Salzburgo y en el Metropolitan Opera donde canto entre 1955 y 1964 además de otras casas europeas.
Fue un notable Wozzeck y creó los roles de Creon en Antigonae de Carl Orff, The Rape of Lucretia de Britten y otras.
Murió de un infarto masivo durante una representación de Faust III de Bentzon en Copenhague.

## Discografía de referencia
- Parsifal - Hans Knappertsbusch, 1951

- Das Rheingold - Joseph Keilberth, 1952

- Götterdämmerung - Clemens Krauss, 1953

- Lohengrin- Joseph Keilberth, 1953

- Der Fliegende Holländer- Hans Knappertsbusch, 1955

- Das Rheingold - Rudolf Kempe, 1960